# Вышковка (река)
Вышковка — река в Нижегородской области России, протекает по территории Первомайского района. Устье реки находится в 256 км по левому берегу реки Алатырь. Длина реки составляет 17 км, площадь водосборного бассейна — 117 км².
Исток реки у деревни Мессинговка близ границы с Лукояновским районом в 21 км к юго-западу от города Лукоянов. Река течёт на юго-запад по ненаселённой местности. Впадает в Алатырь напротив села Обухово.

## Данные водного реестра
По данным государственного водного реестра России относится к Верхневолжскому бассейновому округу, водохозяйственный участок реки — Алатырь от истока и до устья, речной подбассейн реки — Сура. Речной бассейн реки — (Верхняя) Волга до Куйбышевского водохранилища (без бассейна Оки).
Код объекта в государственном водном реестре — 08010500212110000037812.